# 양상민 (축구인)
양상민 (梁相珉, 1984년 2월 24일 ~ )은 대한민국의 전 축구 선수이자 현 축구 지도자로 포지션은 수비수였다.

## 유스 경력
인천광역시 출생으로 석남서초등학교, 제물포중학교, 강화고등학교, 숭실대학교를 졸업하였다.

## 클럽 경력
2005년 전남 드래곤즈에 입단하여, 2005년 3월 6일 2005 시즌 개막전이었던 FC 서울과의 경기에서 데뷔전을 치렀다. 같은 해 9월 25일 대전 시티즌과의 경기에서 전반 31분 이 경기의 유일한 골을 넣어 전남 드래곤즈의 승리를 이끌었다.
2006년 4월 29일 제주 유나이티드와의 경기에서 0-2로 끌려가던 후반 13분 만회골을 넣었고, 후반 45분 동점골을 뽑아내어 팀을 극적인 무승부로 이끌었다. 한 달 후 5월 31일 인천 유나이티드와의 K리그 컵에서도 동점골을 넣었고, 이 골은 양상민의 컵 데뷔골이었다. 2006년 11월 8일 열린 인천 유나이티드와의 FA컵 준결승전에서 승부차기까지 가, 마지막 키커로 나선 양상민이 성공시키면서 결승전에 진출하였다. 그리고 12월 3일 열린 결승전에서도 출전해 수원 삼성 블루윙즈를 2-0으로 이기고 우승을 차지하는 데 공헌하였다.
2007년 3월 13일 고경준과의 트레이드로 수원 삼성 블루윙즈로 이적하여, 3월 17일 부산 아이파크 전에서 데뷔전을 치렀다. 이후 2008년 K리그 우승 등에 공헌하였고, 2009년 7월 15일 전남 드래곤즈와의 FA컵 8강전에서 데뷔골을 넣었다.
2010년 9월 15일, 양상민은 수원 삼성 블루윙즈 소속으로 2010 AFC 챔피언스리그 8강 1차전 성남 일화 천마에 1-4로 패배한 경기에 나서 자책골을 기록했는데, 같은 달 22일에 열린 2차전에서 수원이 2-0으로 승리하여 팀이 총합 4-3으로 아깝게 탈락하게 되자 성남 팬들로부터 '아시아 챔피언스리그 우승 2등 공신'이라는 비아냥을 듣기도 하였다.
2016년도부터 부상으로 많은 출전을 하지 못하였다.

2017년도에도 리그 3라운드만에 정강이 골절이라는 큰 부상으로 힘든 시간을 보내며 선수로써의 2년연속 부상으로 많은 출전을 못하였지만
리그 최종전에서는 결승골 어시스트와 함께 자신의 존재감을 다시 한번 증명하며 2018년을 더욱 기대케했으나 재계약 여부는 밝혀진 바가없다

2018년도 시작과 함께 양상민과의 재계약 발표를 하였다. 그리고 그는 잦은 부상의 연결 고리를 끊어버리고 현재 매튜 저먼의 이적으로 인한 중앙 수비수 공백을 훌륭하게 잘 막고있다.

수원 서포터그룹 프렌테 트리콜로는 2007년부터 꼬박 11년째이자, 현재 선수단 중 가장 오랫동안 빅버드를 지키는 ‘푸른 늑대’가 된 양상민을 위한 카드섹션을 만들고

그의 개인 응원가를 만들어 지금까지 11년동안 수원의 일원으로써 활동한 그를 위한 감사의 표시를 하였다.
2021 시즌에는 부상으로 9경기 출전에 그쳤지만 시즌 후, 수원과 1년간 플레잉 코치로 계약을 연장하였다. 이로써 양상민은 수원과 16년째 동행을 이어가게 되었다.
그러나 2022년 K리그1 스플릿 라운드 도중 수원으로부터 재계약 불가 통보를 받았고, 시즌 후 현역 은퇴를 선언했다. 2023년부터 수원의 2군 코치에 부임 도중 김병수가 수원의 새 감독으로 부임됨에 따라 스카우터로 보직 변경하였다.

## 국가대표팀 경력
2005년 7월 12일, 요하네스 본프레러 감독에 의해 처음으로 성인 대표팀에 차출되었다. 이후 2005년 8월 4일 동아시아컵에서 북한과의 경기로 A매치 데뷔전을 치렀다.
2006년 7월 28일, 새롭게 대한민국 축구 국가대표팀에 부임한 핌 페르베이크 감독의 부름으로 1년 여 만에 다시 대표팀으로 복귀하였으나, 그러나 무릎 부상으로 인해 중도 하차하였고, 그 자리를 박주성이 메꾸게 되었다.
2006년 11월 15일 2007년 AFC 아시안컵 예선 이란과의 경기에서 두 번째 출전을 기록했다. 그러나 대한민국은 이란에게 0-2 패배를 당하고 말았다.
이후 2007년 AFC 아시안컵 최종 명단의 예비 명단에 포함되었다.

## 경력 통계

### 클럽 기록
- 2018년 9월 12일 기준

| 클럽                    | 시즌 | 리그 | 리그 | 국내 컵 | 국내 컵 | 리그 컵 | 리그 컵 | 대륙 대회 | 대륙 대회 | 합계 | 합계 |
| 클럽                    | 시즌 | 출장 | 득점 | 출장    | 득점    | 출장    | 득점    | 출장      | 득점      | 출장 | 득점 |
| ----------------------- | ---- | ---- | ---- | ------- | ------- | ------- | ------- | --------- | --------- | ---- | ---- |
| 전남 드래곤즈           | 2005 | 17   | 1    | 3       | 0       | 12      | 0       | -         | -         | 32   | 1    |
| 전남 드래곤즈           | 2006 | 21   | 2    | 2       | 0       | 5       | 1       | -         | -         | 28   | 3    |
| 전남 드래곤즈           | 2007 | 2    | 0    | 0       | 0       | 0       | 0       | 1         | 0         | 3    | 0    |
| 수원 삼성 블루윙즈      | 2007 | 22   | 0    | 2       | 0       | 9       | 0       | -         | -         | 33   | 0    |
| 수원 삼성 블루윙즈      | 2008 | 15   | 0    | 2       | 0       | 7       | 0       | -         | -         | 24   | 0    |
| 수원 삼성 블루윙즈      | 2009 | 16   | 0    | 3       | 1       | 2       | 0       | 6         | 0         | 27   | 1    |
| 수원 삼성 블루윙즈      | 2010 | 20   | 0    | 5       | 0       | 3       | 0       | 7         | 0         | 35   | 0    |
| 수원 삼성 블루윙즈      | 2011 | 23   | 0    | 2       | 0       | 1       | 0       | 8         | 1         | 34   | 1    |
| 수원 삼성 블루윙즈      | 2012 | 29   | 2    | 2       | 0       | -       | -       | -         | -         | 31   | 2    |
| → 안산 경찰청 (군 복무) | 2013 | 27   | 1    | 1       | 0       | -       | -       | -         | -         | 28   | 1    |
| → 안산 경찰청 (군 복무) | 2014 | 14   | 1    | 1       | 0       | -       | -       | -         | -         | 15   | 1    |
| 수원 삼성 블루윙즈      | 2014 | 3    | 0    | 0       | 0       | -       | -       | 0         | 0         | 3    | 0    |
| 수원 삼성 블루윙즈      | 2015 | 28   | 3    | 1       | 0       | -       | -       | 6         | 0         | 35   | 3    |
| 수원 삼성 블루윙즈      | 2016 | 16   | 0    | 0       | 0       | -       | -       | 0         | 0         | 16   | 0    |
| 수원 삼성 블루윙즈      | 2017 | 6    | 0    | 0       | 0       | -       | -       | 0         | 0         | 6    | 0    |
| 수원 삼성 블루윙즈      | 2018 | 9    | 1    | 0       | 0       | -       | -       | 0         | 0         | 9    | 1    |
| 통산                    | 통산 | 268  | 11   | 24      | 1       | 39      | 1       | 28        | 1         | 359  | 14   |

### 국가대표팀 기록
- 2016년 1월 1일 기준

| 순번 | 날짜       | 장소   | 상대                   | 결과   | 득점 | 경고 | 퇴장 |
| ---- | ---------- | ------ | ---------------------- | ------ | ---- | ---- | ---- |
| 1    | 2005.08.04 | 전주   | 조선민주주의인민공화국 | 0:0 무 | 0    | -    | -    |
| 2    | 2006.11.15 | 테헤란 | 이란                   | 0:2 패 | 0    | -    | -    |

## 수상 내역

### 클럽
전남 드래곤즈
- 2006 하나은행 FA CUP 전국축구선수권대회 우승

수원 삼성 블루윙즈
- 삼성 하우젠 K-리그 2008 우승
- 삼성 하우젠컵 2008 우승
- 2009 하나은행 FA CUP 우승
- 2010 하나은행 FA CUP 우승
- 2016 하나은행 FA CUP 우승
- 2019 KEB하나은행 FA CUP 우승